# Filippo Giusti
Filippo Giusti (Colleferro, 21 aprile 1988) è un ex rugbista a 15 italiano con una carriera di dieci anni nel massimo campionato italiano.

## Biografia
Filippo nasce a Colleferro, in provincia di Roma, ed inizia a giocare a rugby nel club della sua città natale all'età di 15 anni. 
Il debutto in prima squadra, in serie B, arriva appena compiuti i 18 anni. Nel frattempo entra nel giro della Nazionale Italiana Rugby under 18 con la quale partecipa ad un tour estivo in Sud Africa.
Per due anni si trasferisce a Tirrenia dove entra a far parte dell'Accademia Federale Italiana di Rugby. Durante questo periodo partecipa cona la rappresentativa nazionale a due campionati mondiali di categoria, u19 e u20, rispettivamente in Irlanda e in Galles.
Nel 2009 approda in Super 10 tra le file della Rugby Roma, con cui esordisce anche in Challenge Cup. La stagione successiva viene ingaggiato dai Cavalieri Rugby Prato.
Dal 2011 al 2016 milita nel Petrarca Rugby, storico club italiano e viene convocato come permit player dal Benetton in Pro12 per alcuni incontri europei. Dopo cinque stagioni al Petrarca conclude la sua carriera al Rugby San Donà.
Nel 2014 Filippo appare sulla copertina della nota rivista For Men magazine (aprile). 
Oggi vive a Treviso, è un affermato Personal Trainer ed allenatore di rugby in serie A.